# Sarah Haskins
Pour les articles homonymes, voir Haskins.

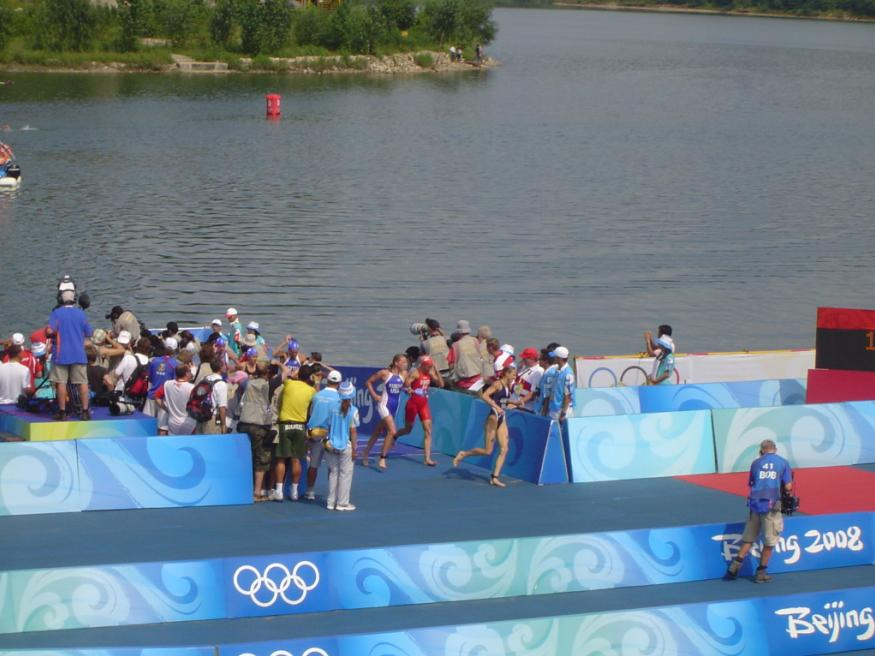
Première transition de l'épreuve féminine de triathlon aux Jeux olympiques de 2008. De droite à gauche : Laura Bennett, Magali Messmer, Sarah Haskins

Sarah Haskins-Kortuem née le 13 mars 1981 à  Saint-Louis, est une triathlète professionnelle américaine, championne panaméricaine de triathlon en 2011. 

## Biographie

### Jeunesse
Sarah Haskins  fréquente l'Université de Tulsa à partir de 2001 et  obtient  après deux années d'étude, un diplôme en éducation élémentaire. Elle commence d'enseigner la santé aux élèves du primaire lors l'année scolaire 2003-2004. Elle est ensuite diplômée de la Parkway South High School de St. Louis dans le Missouri et remporte deux championnats nationaux universitaires, en (cross-country et en natation). La course à pied et la nage, ses deux premiers sports de prédilection qui l'emmenent progressivement vers le triathlon.

### Carrière en triathlon
Sarah Haskins remporte le titre de championne des États-Unis en 2006 et en 2012 sur la distance olympique (M). En 2008, elle finit 11e aux Jeux olympiques de Pékin. Trois ans après, elle est championne panaméricaine à Porto Rico, puis vice-championne du monde la même année à Vancouver au Canada. À partir de 2015, elle se lance dans une carrière sur le circuit Ironman 70.3, où elle remporte en tout six titres (San Juan, Miami, Eagleman en 2015, Panama, Texas en 2016 et Steelhead en 2018).

### Vie privée
En décembre 2006, Sarah épouse Nathan Kortuem qui deviendra son principal entraîneur et partenaire d'entrainement. Ensemble, ils ont deux enfants, Caroline née en 2013 et Connor né en 2017. Ils résident à Eureka dans le Missouri. Sarah Haskins  annonce sa retraite sportive en octobre 2019 à l'âge de trente-huit ans.

## Palmarès
Le tableau présente les résultats les plus significatifs (podium) obtenus sur le circuit national et international de triathlon depuis 2005.
| Année | Compétition                                      | Pays       | Position          | Temps           |
| ----- | ------------------------------------------------ | ---------- | ----------------- | --------------- |
| 2018  | Ironman 70.3 Steelhead                           | États-Unis | Médaille d'or     | 4 h 16 min 19 s |
| 2018  | Challenge Daytona                                | États-Unis | Médaille d'or     | 2 h 42 min 52 s |
| 2018  | Escape From Alcatraz                             | États-Unis | Médaille d'or     | 2 h 15 min 46 s |
| 2016  | Ironman 70.3 Texas                               | États-Unis | Médaille d'or     | 4 h 12 min 46 s |
| 2016  | Ironman 70.3 Panama                              | Panama     | Médaille d'or     | 4 h 8 min 53 s  |
| 2016  | Ironman 70.3 Puerto Rico                         | Porto Rico | Médaille d'argent | 4 h 22 min 14 s |
| 2015  | Ironman 70.3 Eagleman                            | États-Unis | Médaille d'or     | 4 h 16 min 43 s |
| 2015  | Ironman 70.3 Miami                               | États-Unis | Médaille d'or     | 4 h 12 min 57 s |
| 2015  | Ironman 70.3 San Juan                            | Porto Rico | Médaille d'or     | 4 h 21 min 31 s |
| 2012  | Coupe panaméricaine - l'étape de Clermont        | États-Unis | Médaille d'or     | 1 h 2 min 55 s  |
| 2012  | Championnat des États-Unis                       | États-Unis | Médaille d'or     | 2 h 3 min 4 s   |
| 2012  | Coupe panaméricaine - l'étape de Buffalo         | États-Unis | Médaille d'or     | 2 h 3 min 5 s   |
| 2011  | Coupe du monde - l'étape de Monterrey            | Mexique    | Médaille d'or     | 1 h 57 min 15 s |
| 2011  | Jeux panaméricain et Championnats panaméricains  | Porto Rico | Médaille d'or     | 1 h 57 min 37 s |
| 2008  | Championnat du monde                             | Canada     | Médaille d'argent | 2 h 1 min 41 s  |
| 2007  | Coupe du monde - l'étape de Vancouver            | Canada     | Médaille d'argent | 2 h 4 min 0 s   |
| 2007  | Coupe panaméricaine - l'étape de Longmont        | États-Unis | Médaille d'or     | 1 h 57 min 52 s |
| 2007  | Jeux panaméricain et Championnats panaméricains  | Brésil     | Médaille d'argent | 1 h 57 min 45 s |
| 2006  | Championnat des États-Unis                       | États-Unis | Médaille d'or     | 1 h 58 min 43 s |
| 2006  | Coupe panaméricaine - l'étape de Long Beach      | États-Unis | Médaille d'or     | 1 h 58 min 43 s |
| 2006  | Coupe panaméricaine - l'étape de Rye Westchester | États-Unis | Médaille d'or     | 1 h 55 min 53 s |
| 2005  | Coupe panaméricaine - l'étape de Boston          | États-Unis | Médaille d'argent | 1 h 55 min 24 s |
| 2005  | Coupe panaméricaine - l'étape de New-York        | États-Unis | Médaille d'argent | 1 h 58 min 59 s |